# روبرت هالويل ريتشاردز
روبرت هالويل ريتشاردز (بالإنجليزية: Robert Hallowell Richards) هو مهندس معادن ‏ ومهندس أمريكي، ولد في 26 أغسطس 1844، وتوفي في 27 مارس 1945.